# Milan Čič
Milan Čič (2 de enero de 1932-9 de noviembre de 2012) fue un abogado y político eslovaco que ocupó el cargo de Primera Ministro de la República Socialista Eslovaca de 1989 a 1990.
Čič entró en el mundo de la política en 1961 como miembro del Partido Comunista de Checoslovaquia (dejando el partido en 1990).
En 1993, fue nombrado juez del Tribunal Constitucional de Eslovaquia, y poco después fue designado Presidente del Tribunal. Čič fue profesor de dereco en la Universidad Comenius de Bratislava.